# Ramucirumab
Ramucirumab (IMC-1121B; Handelsname Cyramza) ist ein monoklonaler Antikörper, der in der Therapie von fortgeschrittenem oder metastasiertem Magenkrebs, Kolorektalkarzinom, nicht-kleinzelliges Lungenkarzinom oder Leberzellkarzinom eingesetzt wird.

## Geschichte
Zugelassen wurde Cyramza durch die amerikanische Gesundheitsbehörde FDA im April 2014, wobei die Herstellung durch das pharmazeutische Unternehmen Eli Lilly erfolgt. Die Begutachtung dieses neu entwickelten Medikaments für die Krebstherapie erfolgte dabei anhand eines beschleunigten Zulassungsverfahrens.
In Deutschland (und der EU) ist Cyramza zugelassen für die Behandlung für bestimmte Patienten mit Magen-, Darm-, Lungenkrebs und Leberkrebs.

## Eigenschaften des Moleküls und dessen Herstellungsprozess
Ramucirumab ist ein monoklonaler Antikörper vom Typ IgG1 bestehend aus zwei schweren Ketten (engl. heavy chains; Typ γ) sowie zwei leichten Ketten (engl. light chains; Typ κ). Insgesamt besteht dieser Antikörper aus 1320 Aminosäuren und weist eine molare Masse von ca. 146,8 kDa auf. Produziert wird dieser Antikörper durch die Maus-Myelomzelllinie NS0.

## Wirkungsbereich
Tumoren benötigen Blutgefäße zur Versorgung mit Nährstoffen und Sauerstoff, um sich zu teilen und weiter ausbreiten zu können. Vascular Endothelial Growth Factor (VEGF) ist ein wichtiges Molekül in der Entstehung und Wachstum von neuen Blutgefäßen (Angiogenese), wobei dieses Protein speziell bei Krebszellen hochreguliert wird. Die Tyrosinkinase Vascular endothelial growth factor receptor 2 (VEGF R2) ist dabei ein Schlüsselmediator von VEGF-induziertem Blutgefäßwachstums. Durch die Bindung von Ramucirumab an die extrazelluläre Domäne des Rezeptors VEGF R2 wird eine Bindung der Liganden VEGF-A, VEGF-C und VEGF-D an diesen Rezeptor VEGF R2 unterbunden, wobei auch das Wachstum neuer Blutgefäße verhindert und so die Versorgung des Tumors mit Nährstoffen unterbunden wird.

## Verabreichung
Ramucirumab wird als Infusion in einer Dosierung von 8 mg/kg Körpergewicht in einem Zeitraum von 60 Minuten alle zwei Wochen verabreicht.